# Khalil Rountree Jr.
Khalil Rountree Jr. (Los Angeles, 6 de fevereiro de 1990) é um lutador profissional de artes marciais mistas que atualmente compete pelo UFC na categoria dos meio-pesados.

## Início
Rountree nasceu em Los Angeles, California. Quando ele tinha dois anos de idade, seu pai foi assassinado em uma tentativa de assalto enquanto trabalhava como manager dos Boyz II Men. Crescendo acima do peso e denominado por si mesmo como um garoto que “não gosta de brigar“, Rountree estava viajando pelos Estados unidos com uma banda. Comendo muito mal e fumando cigarros, ele decidiu começar a treinar após assistir  The Ultimate Fighter com seu irmão. Aos 20 anos de idade e pesando cerca de 150kg, Rountree começou a treinar na Wand Fight Team com o objetivo de perder peso. Após 1 ano treinar MMA, Rountree começou sua carreira no MMA amador em 2011.

## Carreira no MMA
Rountree fez sua estreia no UFC em 8 de Julho de 2016 no The Ultimate Fighter 23 Finale pelo título Meio Pesado do TUF 23 contra Andrew Sanchez. Ele perdeu via decisão unânime.
Rountree enfrentoh Tyson Pedro no UFC Fight Night: Whittaker vs. Brunson em 27 de Novembro de 2016. Ele perdeu via finalização no primeiro round.
Rountree enfrentou Daniel Jolly no UFC Fight Night: Bermudez vs. Korean Zombie em 4 de Fevereiro de 2017. Ele venceu via nocaute no primeiro round.
Rountree enfrentou Paul Craig em 16 de Julho de 2017 no UFC Fight Night: Nelson vs. Ponzinibbio. Ele venceu via nocaute no primeiro round.
Ele enfrentou Gökhan Saki no UFC 226: Miocic vs. Cormier em 7 de Julho de 2018. Rountree venceu via nocaute no primeiro round.
Rountree enfrentou Johnny Walker em 17 de Novembro de 2018 no UFC Fight Night 140. Ele perdeu via nocaute no primeiro round.
Rountree enfrentou Eryk Anders em 13 de Abril no UFC 236: Holloway vs. Poirier 2. Ele venceu via decisão unânime.
Rountree enfrentou Ion Cuțelaba  28 de Setembro de 2018 no UFC Fight Night: Hermansson vs. Cannonier. Ele perdeu via Nocaute técnico no primeiro round.

## Cartel no MMA
| Cartel no MMA   |             |            |
| 21 lutas        | 14 vitórias | 6 derrotas |
| Por nocaute     | 10          | 3          |
| Por finalização | 0           | 1          |
| Por decisão     | 4           | 2          |
| No contest      | 1           | 1          |

| Res.    | Cartel   | Oponente            | Método                                   | Evento                                                    | Data       | Round | Tempo | Local                      | Notas |  |
| ------- | -------- | ------------------- | ---------------------------------------- | --------------------------------------------------------- | ---------- | ----- | ----- | -------------------------- | --- |  |
| Derrota | 12-6 (1) | Alex Pereira        | Nocaute técnico (Espancamento)           | UFC 307: Pereira vs. Rountree Jr.                         | 05/10/2024 | 3     | 1:57  | Salt Lake City             | |  |
| Vitória | 12-5 (1) | Chris Daukaus       | Nocaute técnico (Pisão na Perna)         | UFC Fight Night: Luque Vs. Dos Anjos                      | 12/08/2023 | 1     | 2:40  | Las Vegas, Nevada          | Performance da Noite                                                                                       |  |
| Vitória | 11-5 (1) | Dustin Jacoby       | Decisão (unânime)                        | UFC Fight Night: Kattar Vs. Allen                         | 29/10/2022 | 3     | 5:00  | Las Vegas, Nevada          | |  |
| Vitória | 10–5 (1) | Karl Roberson       | Nocaute técnico (chute no corpo e socos) | UFC Fight Night: Santos vs. Ankalaev                      | 12/03/2022 | 2     | 0:25  | Las Vegas, Nevada          | Performance da Noite.                                                                                      |  |
| Vitória | 9-5 (1)  | Modestas Bukauskas  | Nocaute Técnico (chute na perna)         | UFC Fight Night: Brunson vs. Till                         | 04/09/2021 | 2     | 2:30  | Las Vegas, Nevada          | |  |
| Derrota | 8-5 (1)  | Marcin Prachnio     | Decisão (unânime)                        | UFC 257: Poirier vs. McGregor 2                           | 23/01/2021 | 3     | 5:00  | Abu Dhabi                  | |  |
| Derrota | 8-4 (1)  | Ion Cuțelaba        | Nocaute Técnico (socos)                  | UFC Fight Night: Hermansson vs. Cannonier                 | 28/09/2019 | 1     | 2:35  | Copenhage                  | |  |
| Vitória | 8-3 (1)  | Eryk Anders         | Decisão (unânime)                        | UFC 236: Holloway vs. Poirier 2                           | 13/04/2019 | 3     | 5:00  | Atlanta, Georgia           | |  |
| Derrota | 7-3 (1)  | Johnny Walker       | Nocaute (cotovelada)                     | UFC Fight Night: Magny vs. Ponzinibbio                    | 17/11/2018 | 1     | 1:57  | Buenos Aires               | |  |
| Vitória | 7-2 (1)  | Gökhan Saki         | Nocaute Técnico (socos)                  | UFC 226: Miocic vs. Cormier                               | 06/07/2018 | 1     | 1:36  | Las Vegas, Nevada          | Performance da Noite.                                                                                      |  |
| NC      | 6-2 (1)  | Michał Oleksiejczuk | Sem resultado (mudado)                   | UFC 219: Cyborg vs. Holm                                  | 30/12/2017 | 3     | 5:00  | Las Vegas, Nevada          | Originalmente vitória por decisão unânime de Oleksiejczuk; Mudado após ele testar positivo para clomifeno. |  |
| Vitória | 6-2      | Paul Craig          | Nocaute (socos)                          | UFC Fight Night: Nelson vs. Ponzinibbio                   | 16/07/2017 | 1     | 4:56  | Glasgow                    | |  |
| Vitória | 5-2      | Daniel Jolly        | Nocaute (joelhada)                       | UFC Fight Night: Bermudez vs. Korean Zombie               | 04/02/2017 | 1     | 0:52  | Houston, Texas             | |  |
| Derrota | 4-2      | Tyson Pedro         | Finalização (mata leão)                  | UFC Fight Night: Whittaker vs. Brunson                    | 27/11/2016 | 1     | 4:07  | Melbourne                  | |  |
| Derrota | 4-1      | Andrew Sanchez      | Decisão (unânime)                        | The Ultimate Fighter: Team Joanna vs. Team Cláudia Finale | 08/07/2016 | 3     | 5:00  | Las Vegas, Nevada          | Estreia no UFC; Volta aos Meio Pesados; Final do TUF 23                                                    |  |
| Vitória | 4-0      | Justin Polendey     | Nocaute (soco)                           | RFA 33                                                    | 11/12/2015 | 1     | 1:42  | Costa Mesa, California     | |  |
| Vitória | 3-0      | Cameron Olson       | Decisão (unânime)                        | RFA 25                                                    | 10/04/2015 | 3     | 5:00  | Sioux Falls, Dakota do Sul | Estreia nos Médios.                                                                                        |  |
| Vitória | 2-0      | Blake Troop         | Nocaute (soco)                           | RFA 21                                                    | 05/12/2014 | 1     | 0:39  | Costa Mesa, California     | Luta no Peso Casado (86,1kg).                                                                              |  |
| Vitória | 1-0      | Livingston Lukow    | Decisão (unânime)                        | RFA 15                                                    | 06/06/2014 | 3     | 5:00  | Culver City, California    | |  |

## Referencias
1. ↑  {{citar web|URL= https://www.ufc.com/athlete/khalil-rountree-jr
2. ↑  The Ultimate Fighter (1 de junho de 2016), Khalil Rountree has an emotional moment, consultado em 1 de julho de 2017
3. ↑  «TUF: Khalil Rountree tells story of dad's tragic death on tour with Boyz II Men | FOX Sports». FOX Sports (em inglês). 1 de junho de 2016. Consultado em 1 de julho de 2017
4. ↑  «BE Scouting Report #3 MW: Khalil Rountree». Bloody Elbow. Consultado em 1 de julho de 2017
5. ↑  «'El Dirte' Dominates Rountree, Win TUF 23 Final». MMAmania.com. Consultado em 1 de julho de 2017
6. ↑  «Khalil Rountree vs. newcomer Tyson Pedro added to UFC Fight Night 101 in Australia». MMAjunkie (em inglês). 8 de novembro de 2016. Consultado em 1 de julho de 2017
7. ↑  «UFC Video: Tyson Pedro debut submission of Khalil Rountree». Fox Sports (em inglês). 27 de novembro de 2016. Consultado em 1 de julho de 2017
8. ↑  Ryan, Seán (5 de janeiro de 2017). «Khalil Rountree vs. Daniel Jolly added to UFC Fight Night 104 - MMA Plus». MMA Plus (em inglês). Consultado em 1 de julho de 2017
9. ↑  «Video: Khalil Rountree had no idea if this knee strike was legal since 'I was just in the moment'». MMAjunkie (em inglês). 5 de fevereiro de 2017. Consultado em 1 de julho de 2017
10. ↑  «Paul Craig believes UFC Glasgow bout with Rountree will make or break his UFC career». Dailystar.co.uk (em inglês). 2 de junho de 2017. Consultado em 1 de julho de 2017
11. ↑  «UFC Fight Night 113 results: Khalil Rountree thrashes Paul Craig for first-round KO». MMAjunkie (em inglês). 16 de julho de 2017. Consultado em 17 de julho de 2017
12. ↑  DNA, MMA. «Gökhan Saki en Khalil Rountree Jr. alsnog tegen elkaar tijdens UFC 226 in Las Vegas». mmadna.nl (em inglês). Consultado em 13 de abril de 2018
13. ↑  «UFC 226 results: Khalil Rountree Jr. knocks out Gokhan Saki». MMA Fighting. Consultado em 8 de julho de 2018
14. ↑  Staff (7 de julho de 2018). «TUF 27 Finale bonuses: 'Violent Bob Ross' Luis Pena gets a happy accident worth $50k». mmajunkie.com. Consultado em 7 de julho de 2018
15. ↑  Marcel Dorff (29 de agosto de 2018). «Khalil Rountree Jr. makes an appearance during UFC Buenos Aires against Johnny Walker» (em neerlandês). mmadna.nl. Consultado em 29 de agosto de 2018
16. ↑  «UFC Argentina results: Johnny Walker rocks Khalil Rountree in first-round KO». MMAjunkie (em inglês). 18 de novembro de 2018. Consultado em 18 de novembro de 2018
17. ↑  Lee, Alexander K. (23 de fevereiro de 2019). «UFC 236 adds Eryk Anders vs. Khalil Rountree, Ovince Saint Preux vs. Nikita Krylov 2, more». MMA Fighting. Consultado em 24 de fevereiro de 2019
18. ↑  «UFC 236 results: Khalil Rountree batters Eryk Anders over three rounds». MMA Junkie (em inglês). 14 de abril de 2019. Consultado em 14 de abril de 2019
19. ↑  Staff (12 de julho de 2019). «Ion Cutelaba vs. Khalil Rountree Jr. officially confirmed for UFC Copenhagen». mmadnanl.com (em neerlandês). Consultado em 12 de julho de 2019
20. ↑  Anderson, Jay (28 de setembro de 2019). «UFC Copenhagen Results: Ion Cuțelaba Smashes Khalil Rountree Jr.». Cageside Press (em inglês). Consultado em 29 de setembro de 2019
21. ↑  Sherdog.com. «Khalil». Sherdog. Consultado em 15 de abril de 2018